# Bob Bennett

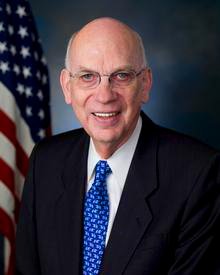
Bob Bennett (2009)

Robert Foster „Bob“ Bennett (* 18. September 1933 in Salt Lake City, Utah; † 4. Mai 2016 in Arlington County, Virginia) war ein US-amerikanischer Politiker (Republikanische Partei). Er vertrat den Bundesstaat Utah von 1993 bis 2011 im US-Senat.

## Leben
Bennett wurde 1933 in Salt Lake City geboren. Er war der Sohn von Frances Marion Grant und dem Senator Wallace F. Bennett. Sein Großvater Heber J. Grant war der siebte Präsident der Kirche Jesu Christi der Heiligen der Letzten Tage. Bennett studierte nach seiner Schulzeit an der University of Utah und erreichte 1957 einen Bachelor in Politikwissenschaften. Von 1957 bis 1969 war Bennett Kaplan der Kirche Jesu Christi der Heiligen der Letzten Tage in der Army National Guard.
Er arbeitete ab 1974 als Manager in der Öffentlichkeitsarbeit von Howard Hughes’ Summa Corporation. Ab 1978 war er Präsident von Osmond Communications, ab 1979 dann Chairman der American Computers Corporation und von 1981 bis 1984 Präsident der Microsonics Corporation. Von 1984 bis zu seinem Amtsantritt als US-Senator arbeitete er als CEO für Franklin Quest, einen Hersteller von Organizern.
Bennett war seit 1962 mit Joyce McKay verheiratet und hatte mit ihr sechs Kinder.

## Politische Laufbahn
Bennett wurde 1992 als Nachfolger von Jake Garn, der nach vier Amtszeiten nicht wieder antrat, in den US-Senat gewählt. Er wurde 1998 und 2004 jeweils bestätigt. Während des 106. Kongresses war er Stellvertreter des Whip der damaligen republikanischen Mehrheitsfraktion, Mitch McConnell. Nach dem Verlust der Mehrheit der Republikaner im Senat im Jahre 2007 arbeitete Bennett weiter als Berater des jetzt zum Fraktionschef aufgestiegenen McConnell.
Bennetts Senatssitz stand im November 2010 planmäßig erneut zur Wahl. Er erreichte jedoch im Mai 2010 auf dem Parteitag der Republikaner Utahs bei der Wahl zur Bestimmung zweier Kandidaten, die gegeneinander in einer Vorwahl antreten sollten, nur den dritten Platz und schied damit im Januar 2011 aus dem Kongress aus; sein Nachfolger wurde Mike Lee.

## Positionen
Bennett war ein strikter Gegner von Abtreibungen und stimmte gegen ein Gesetz, welches Sozialleistungen auch für gleichgeschlechtliche Lebenspartner von Bundesangestellten zugänglich gemacht hätte. Er hat sich gegen die Einführung von Quoten für Frauen und ethnische Minderheiten ausgesprochen.